# Can Quintana (Colomers)
|  | Aquest article tracta sobre Can Quintana de Colomers. Vegeu-ne altres significats a « Can Quintana (desambiguació)». |

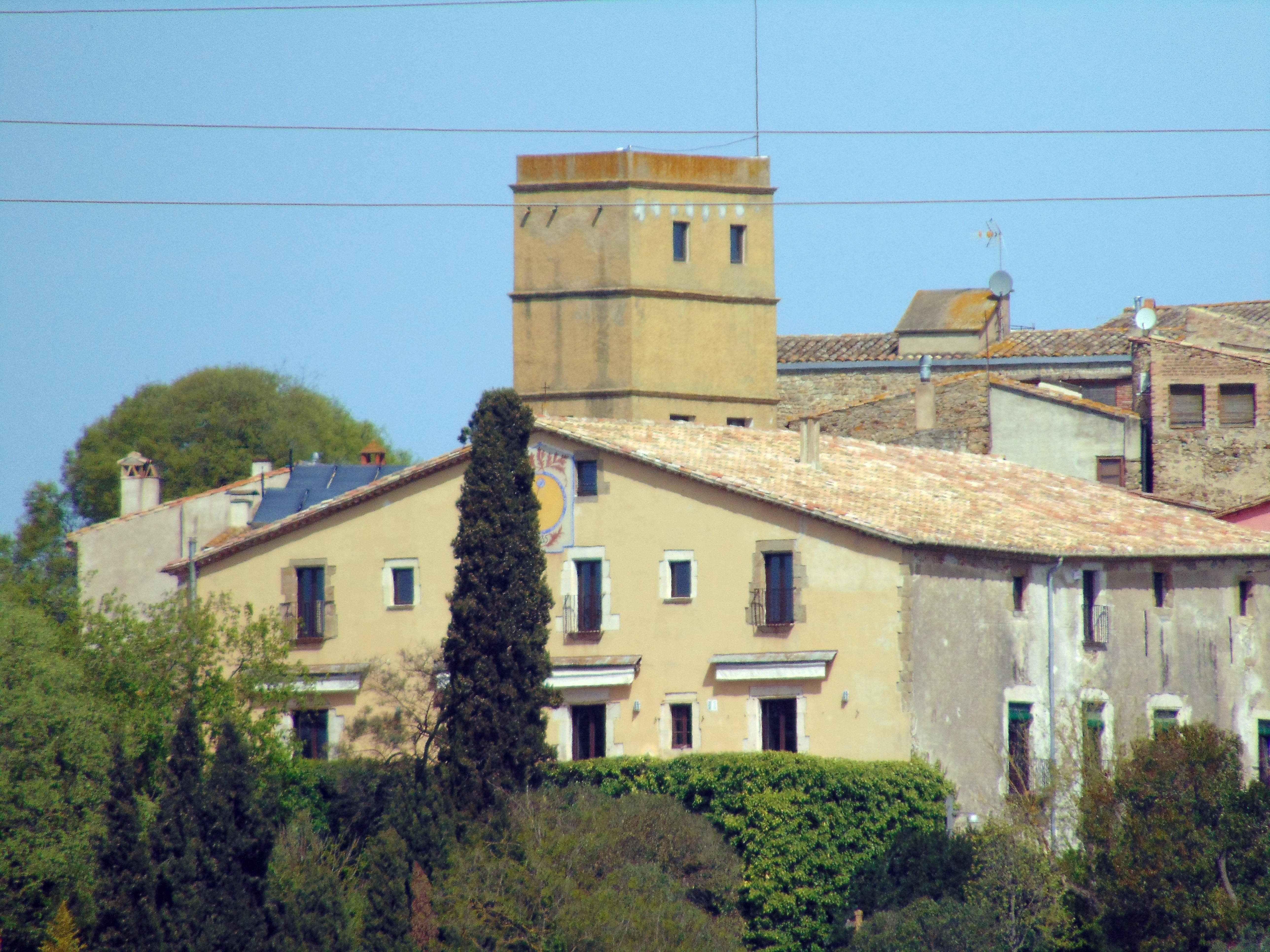
Façana sud

Can Quintana és un edifici al municipi de Colomers (Baix Empordà) catalogat a l'Inventari del Patrimoni Arquitectònic de Catalunya. El casal va ser construït el segle xvii. En una de les llindes de la façana principal figura inscrita la data 1615. posteriorment. L'edifici va experimentar diverses obres de reforma. Del segle xix és la torre que s'eleva per damunt del conjunt de Can Quintana. La propietat va ser adquirida fa uns anys per l'empresari i polític català Josep Maria Figueras i Bassols, president de la Cambra de Comerç de Barcelona, que utilitzava la casa com a segona residència i que mantinia les terres de la finca en explotació.

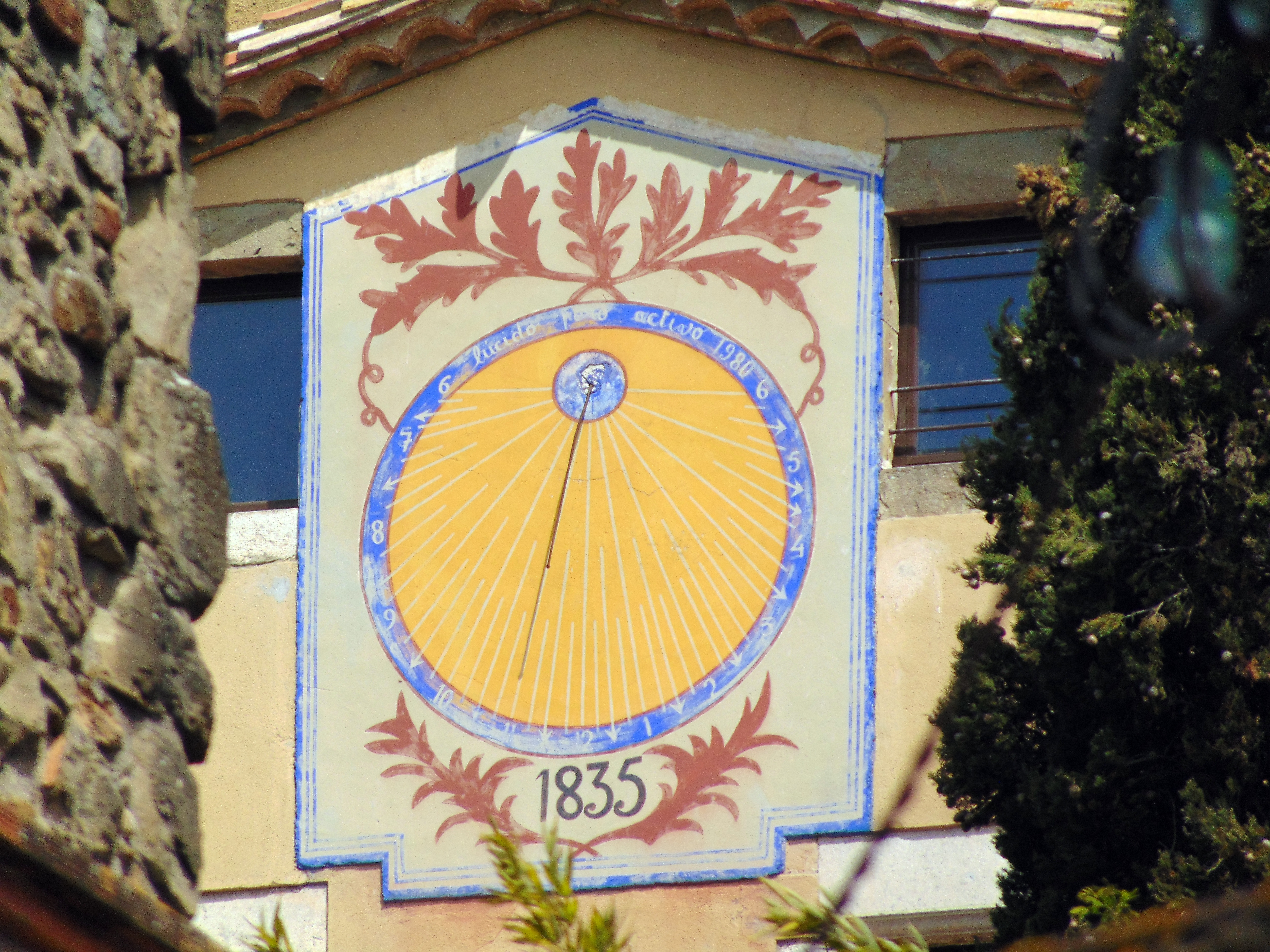

Can Quintana és un immoble de grans dimensions, que mostra en alçaria planta baixa, dos pisos i coberta a dues vessants amb ràfec de coronament. La construcció, d'estructura complexa, presenta dues façanes d'accés, una (a l'est); que la comunica amb el carrer Mn. Cinto Verdaguer de Colomers, i una altra que, a través d'un gran pati, s'obre a la façana, limitada per una tanca amb un gran portal que dona als afores del poble. La complexitat de l'obra s'incrementa per la diferència de nivells entre ambdues vies d'accés, que se salva mitjançant terrasses. La façana més interessant és l'occidental, amb porta centrada d'arc escarser i obertures rectangulars, entre les quals cal remarcar-ne tres, decorades amb caps d'àngels. un ampli vestíbul comunica amb les estances de la casa, de la planta baixa (dues grans portes allindanades a dreta i esquerra) i de la planta noble; al fons un corredor cobert amb volta de canó condueix al jardí. La façana posterior té una distribució similar a la principal. Però més senzilla: porta d'arc carpanell i obertures rectangulars distribuïdes en planta baixa i dos pisos. Altres elements remarcables de l'edifici són la façana sud, on hi ha un rellotge de sol amb la data 1835, una elevada torre rectangular que sobresurt del conjunt, i les restes d'esgrafiat de les façanes anterior i posterior.